# Pargny-Filain
Pargny-Filain è un comune delegato e frazione del comune di Pargny-et-Filain, situato nel dipartimento dell'Aisne della regione dell'Alta Francia. In precedenza comune autonomo, il 1º gennaio 2025 è confluito insieme all'ex comune di Filain nel nuovo comune di Pargny-et-Filain.

## Società

### Evoluzione demografica
Abitanti censiti